# Das große Rennen rund um die Welt
Das große Rennen rund um die Welt (Originaltitel: The Great Race) ist eine US-amerikanische Abenteuerkomödie aus dem Jahr 1965 mit Tony Curtis und Jack Lemmon in den Hauptrollen. Regie führte Blake Edwards, der mit der Pink-Panther-Reihe berühmt wurde. Der Film, der in Deutschland auch unter dem Titel Die tollen Renner in ihren knatternden Kisten lief, ist eine Hommage an die klassischen Cartoons und an das Stummfilmkino mit seinen Slapstick-Elementen.

## Handlung
Die Vereinigten Staaten zu Beginn des 20. Jahrhunderts: Die beiden Sensationsdarsteller Leslie Gallant III., genannt Der große Leslie (immer in strahlendes Weiß gekleidet), und der hinterhältig-durchtriebene Professor Fate (allzeit in tiefstes Schwarz gehüllt) versuchen, sich gegenseitig mit immer gewagteren Kunststücken zu übertreffen.
Während bei dem mürrischen Fate (engl.: Schicksal, Verhängnis) immer alles schiefläuft, geht Lebemann und Frauenheld Leslie stets als Gewinner hervor. Darüber hinaus versucht der Professor, Leslies Stunts bei jeder Gelegenheit mit Unterstützung seines Gehilfen Max zu sabotieren, was aber regelmäßig nach hinten losgeht.
Eines Tages verkündet Leslie ein Projekt, das beweisen soll, dass auch die Amerikaner hervorragende Autos bauen, die sich hinter der europäischen Konkurrenz von Daimler, Mercedes-Benz, Nacke (Emil Nacke) und Rolls-Royce nicht zu verstecken brauchen. Dazu schlägt er ein offenes Wettrennen vor, das von New York über Asien bis nach Paris führen soll. Neben Leslie und etlichen anderen Fahrern nehmen auch Fate und Max die Herausforderung an. Schließlich komplettiert sogar eine Frau das Teilnehmerfeld, Maggie Dubois, eine patente, selbstbewusste und emanzipierte Journalistin, die als überzeugte Frauenrechtlerin von dem Rennen berichten will. Mit ihrer Hartnäckigkeit, ihrem Charme und der Zuhilfenahme von Seidenstrümpfen überrumpelt sie Henry Goodbody, den Herausgeber der Zeitung New York Sentinel, der ihr, auch von seiner in der Emanzipationsbewegung aktiven Frau in die Enge getrieben, schließlich die Teilnahme gestattet.
Bereits kurz nach Rennbeginn sorgen Fate und Max mit ihren Manipulationen dafür, dass neben ihrem nur noch die Wagen von Leslie und Miss Dubois übrig bleiben.
Im Laufe des Wettrennens, bei dem neben einem Wild-West-Städtchen die Arktis sowie Russland und ein kleines mitteleuropäisches Königreich Etappenziele sind, wird Dubois immer mehr zum Zankapfel der Wettstreiter. Als sie in der Wüste mit ihrem Wagen liegenbleibt, schließt sie sich zunächst Leslie an. Diesem und seinem Partner Hezekiah ist ihre forsche Art allerdings ein Dorn im Auge. In Asien angekommen, wird sie von Fate und Max zunächst gekidnappt; dann schließt sie sich, auch aus Trotz gegenüber Leslie, den beiden wieder an.
Im Königreich Karpanien wird Maggie mit Fate und Max zusammen gefangen genommen und für eine Intrige von Baron von Stuppe eingespannt; Fate ist dem naiven Thronfolger Prinz Hapnik nämlich wie aus dem Gesicht geschnitten. Leslie kann mit Hilfe von Max schließlich nicht nur die Gefangenen befreien, sondern auch einen Staatsstreich vereiteln.
Als dann Leslie, Hezekiah und Maggie wie auch Fate und Max ihren Weg fortsetzen können, liegen sie kurz vor dem Ziel gleichauf. Leslie, der die Nase vorn hat, rauben die ständigen Kabbeleien mit Maggie den letzten Nerv. Doch schließlich kommen sich beide immer näher. Als sie sich ihre Liebe gestehen, verlangt Maggie von Leslie einen Liebesbeweis. Der stoppt seinen Wagen unmittelbar vor der Ziellinie und küsst sie leidenschaftlich, während Fate und Max vorbeirauschen und das Rennen gewinnen.
Leslie und Maggie heiraten in der Stadt der Liebe – danach geht es auf demselben Weg zurück, denn Fate will sich mit dem „geschenkten“ Sieg nicht zufriedengeben, er fordert Leslie zu einem neuen Rennen heraus…

## Vorlage
Die erste Tourenwagenrallye um die Welt startete am 12. Februar 1908 in New York und führte die sechs Teilnehmerautos über die USA und Sibirien nach Paris. Der als Erster in Paris angekommene deutsche Oberleutnant Hans Koeppen – dem später allerdings der Sieg aberkannt wurde – veröffentlichte 1909 das Buch Im Auto um die Welt, in dem er diese abenteuerliche Wettfahrt in seinem Wagen der Marke Protos beschreibt.

## Trivia
- Ursprünglich sollte eigentlich Charlton Heston die Rolle des großen Leslie spielen. Er fand das Drehbuch auch „recht lustig“, musste die Rolle aber abgeben, als sich der Drehplan für den Film Michelangelo – Inferno und Ekstase (The Agony and the Ecstasy), in dem er ebenfalls die Hauptrolle spielen sollte, stark verzögerte. Stattdessen wurden Tony Curtis und Jack Lemmon engagiert, die 1959 als befreundete Musiker mit der Komödie Manche mögen’s heiß einen Welterfolg gelandet hatten.
- Mit der Episode in dem Königreich Karpanien wurde der mehrfach verfilmte Abenteuerroman Der Gefangene von Zenda (The Prisoner of Zenda) des britischen Autors Anthony Hope parodiert.
- Der Film enthält die größte Tortenschlacht, die jemals gedreht wurde. Die Kuchen, die für die Tortenschlacht benutzt wurden, waren alle echt. Nach dem Dreh der Szene musste die Film-Crew noch mehr als 300 übrig gebliebene Torten aufessen. Für den Running Gag der Szene (er läuft während dieser Schlacht umher und wird von keiner einzigen Torte getroffen) musste Tony Curtis unzählige Male seine Garderobe wechseln.
- Fünf Hannibal-8-Fahrzeuge wurden für diesen Film gebaut. Einige wurden von einem Volkswagen-Motor angetrieben, andere mit dem luftgekühlten Sechszylinder-Boxermotor eines Chevrolet Corvair. Drei von ihnen waren mit der berühmten Scherengitter-Hebevorrichtung ausgestattet. Diese Technik war derart empfindlich, dass sie ständig ausfiel.
- Das raketengetriebene Schienenmobil ist funktionsfähig. Angetrieben wird es ebenfalls von einem PKW-Motor aus dem Chevrolet Corvair, der Flammenzauber im Heck ist Pyrotechnik.
- Der „akustische“ Torpedo ist schwimmfähig und hat einen Elektromotor als Antrieb. Weitere Elektromotoren simulieren die Funktion des automatischen Hörrohrs.
- Die Western-Stadt trägt den Namen Boracho, angelehnt an das spanische Wort „borracho“ für „betrunken“.
- Beim Dreh der Ballszene am karpanischen Königshof erlaubte sich Jack Lemmon einen Scherz. Man kann ihn unter den Tanzpaaren erblicken, wie er als Prinz Hapnik mit einem Militäroffizier tanzt.
- Die Eisschollen-Szene wurde auf einem Hinterhof der Universal Studios in Südkalifornien während einer schweren Hitzewelle gedreht. Die Temperaturen erreichten Höchstwerte von bis zu 43 °C. Die Schauspieler konnten die schweren Winterkostüme nicht länger als ein paar Minuten tragen.
- Wie auch 14 Jahre später in Meteor konnte die als Kind russischer Emigranten geborene Natalie Wood ihre russischen Sprachkenntnisse präsentieren.
- Beide Hauptfahrzeuge, Hannibal 8 und Leslie Special, sind auch heute noch zu besichtigen. Man findet sie in der Hollywood-Galerie des Petersen Automotive Museums in Los Angeles.
- Ein weiterer Hannibal 8 mit Corvair-Motor war zusammen mit dem raketengetriebenen Schienenmobil und dem akustischen Torpedo bis Ende der 1970er Jahre im Movie World Museum in Burbank ausgestellt. Das Ensemble kann derzeit im Volo Auto Museum in Volo, Illinois, besichtigt und sogar gekauft werden. Angeblich soll für den Hannibal 8 in den USA eine Straßenzulassung möglich sein.
- Der Wagen Leslie Special wurde extra für das Studio und den Film gebaut. Er besteht aus Teilen verschiedener Fahrzeuge und basiert nicht auf einem tatsächlichen Automobil. Das einzigartige Auto wurde zwischenzeitlich wieder zusammengebaut und ist voll fahrtüchtig.
- Als geflügeltes Wort etablierte sich der Satz „Drück aufs Knöpfchen, Max“ (Push the button, Max), den Professor Fate ein paar Mal verwendet.
- Professor Fate hat einen großen Auftritt, als er sich ergriffen an die Orgel setzt und die Toccata und Fuge d-Moll BWV 565 beginnt. Aber schon bald bekommt er Hunger und steht auf. Die Orgel (ein Musikautomat) spielt weiter.
- Bei der Frage nach der Lage des nächsten Etappenziels bzw. Benzindepots deutet Hester Goodbody, die ihren Gatten vertritt, der sich „gerade in einer Nervenheilanstalt“ befindet, sinnigerweise auf den Absatz des italienischen Stiefels. Das Königreich Karpanien sollte jedoch ein rumänisch−ungarisches, in jedem Fall aber östliches Konstrukt sein.
- Natalie Wood trägt als Maggie Dubois trotz ihres recht bescheidenen Gepäcks im gesamten Film 17 unterschiedliche Garderoben.
- Als Hommage an das Stummfilmkino und die häufig darin vorkommenden Slapstick-Einlagen wird gleich nach dem Abklingen der Ouvertüre-Musik des Films eine Widmung an „Mr Laurel und Mr Hardy“ eingeblendet. Stan Laurel war wenige Monate vor Erscheinen des Films verstorben.

## Drehorte
- Ein Teil des Films, nämlich jene Szenen, die in dem fiktiven, ungarisch anmutenden Königreich Karpanien und dessen Hauptstadt  Potzdorf spielen, wurden in Salzburg gedreht. Eingangs sieht man das grandiose Panorama der Residenz-Hauptstadt mit Festung, Dom, Franziskanerkirche und Erzabtei/Stift Sankt Peter vom Mönchsberg aus. Leslie wird unter begeisterter Anteilnahme der Bevölkerung vor den eindrucksvollen Eingangsportal der Jedermann-Kulisse auf dem Domplatz willkommen geheißen. Das Residenzschloss von Prinz Hapnik von Karpanien befindet sich im Schloss Kleßheim, von wo er in das Schloss des Baron von Stuppe in Schloss Anif entführt wird, der ein Komplott zur Machtübernahme geplant hat. Auch nach der Krönung des falschen Prinzen Hapnik wurden Domportal und -platz noch einmal stilvoll in Szene gesetzt. Schloss Anif diente als Kulisse für Szenen der Entführung, der späteren Befreiung durch Leslie und den Zweikampf mit Baron von Stuppe. Danach kommt es zur Tortenschlacht in der Hof-Zucker-Bäckerei neben dem Weinhaus. Weitere Szenen der Flucht aus Karpanien spielen auf der Straße bei Thalgau und auf der Alleestraße von Schloss Ritzen bei Saalfelden.
- Innenaufnahmen der im karpanischen Königspalast spielenden Szenen entstanden in der Wiener Hofburg und der Wiener Karlskirche.[2][3]

## Synchronisation
Die deutsche Synchronfassung entstand 1965.
| Rolle                        | Darsteller       | Deutscher Synchronsprecher |
| ---------------------------- | ---------------- | -------------------------- |
| Professor Fate, Prinz Hapnik | Jack Lemmon      | Georg Thomalla             |
| Leslie Gallant III.          | Tony Curtis      | Michael Cramer             |
| Maggie Dubois                | Natalie Wood     | Uta Hallant                |
| Maximillian „Max“ Meen       | Peter Falk       | Wolfgang Gruner            |
| Hezekiah Sturdy              | Keenan Wynn      | Konrad Wagner              |
| Henry Goodbody               | Arthur O’Connell | Klaus W. Krause            |
| Hester Goodbody              | Vivian Vance     | Friedel Schuster           |
| Frisbee                      | Marvin Kaplan    | Hugo Schrader              |
| Lily Olay                    | Dorothy Provine  | Ingeborg Wellmann          |
| Texas Jack                   | Larry Storch     | Arnold Marquis             |
| Bürgermeister von Boracho    | Hal Smith        | Alexander Welbat           |
| Sheriff von Boracho          | Denver Pyle      | Kurt Mühlhardt             |
| Baron Rolfe von Stuppe       | Ross Martin      | Helmut Wildt               |
| General Kuhster              | George Macready  | Fritz Tillmann             |
| Haushofmeister               | Raoul Retzer     | Arnold Marquis             |

## Auszeichnungen
Bei der Oscarverleihung 1966 war der Film in insgesamt fünf Kategorien nominiert:
- Bester Schnitt
- Beste Kamera
- Bester Song
- Bester Ton
- Bester Toneffekt

Schließlich erhielt der Tontechniker Treg Brown den Preis in der Kategorie Bester Toneffekt.

## Kritiken
- „Der aufwendig und stilecht ausgestattete Film versteht sich als Hommage an Stan Laurel und Oliver Hardy und huldigt ihrer Situationskomik. Die überbordende Fülle von Einfällen und Schaueffekten bietet Gags als Selbstzweck, ein immenses Füllhorn von grotesk-komischen Szenen, die manchmal zünden, manchmal aber auch im Sande verlaufen. In seiner Überlänge ist der Film zwar etwas ermüdend, insgesamt aber sympathische Unterhaltung.“ – Lexikon des internationalen Films[5]

- „New York 1908: Das 170-Tage-Rennen nach Paris ist gestartet; mit diesem historischen Datum hat die Superklamotte von Edwards (…) nur oberflächlich zu tun, aber dafür schließt die Hatz über ausgefallene Schauplätze eine amüsante Reise durch die Filmgeschichte ein.“ (Wertung: 2 Sterne = durchschnittlich) – Adolf Heinzlmeier und Berndt Schulz in Lexikon „Filme im Fernsehen“ (1990)[6]

- „Slapstick-Komödie alter Art, verbessert durch moderne Technik, Farbe und Filmformat. Eine gelungene Unterhaltung für Alt und Jung.“ – Evangelischer Film-Beobachter, Kritik Nr. 478/1965, S. 848